# Тайюенска битка
Тайюенската битка (на китайски: 太原會戰, на пинин: Tàiyuán Huìzhàn) е мащабна битка от Втората китайско-японска война. Наречена е на Тайюен (столицата на провинция Шанси), която се намира във Втори военен регион. Битката завършва със загуба за Националната революционна армия. Загубен е контролът над част от Суйюан, по-голямата част от Шанси и модерно въоръжение в Тайюен, което ефективно слага край на мащабната организирана съпротива в района на Северен Китай.
Японските сили включват японската армия в Северен Китай под командването на Хисаичи Тераучи, елементи от Квантунската армия и елементи от Вътрешната монголска армия, ръководена от Демчигдонров. Китайските сили са командвани от Йен Сишан (военачалник на Шанси), Уей Лихуан (14-а армейска група) и Фу Дзуои (7-а армейска група), както и Джу Дъ, който ръководи Осмата пътна армия на Китайската комунистическа партия (в рамките на Втори обединен фронт).
Окупирането на териториите дава на японците достъп до залежите на въглища в Датун в северната част на Шанси, но също така ги излага на атаки от китайски партизани и Осма пътна армия. Това ангажирайки много японски войски, които биха могли да бъдат отклонени към други кампании.

## Галерия
- Войниците на Осма пътна армия показват японски знамена пленени през войната.
- Китайските войници и цивилни празнуват местна победа – 1 октомври 1937 г.
- Китайските войски маршируват отправяйки се да защитават планинските проходи Синкоу.